# Mięsień tarczowo-nalewkowy

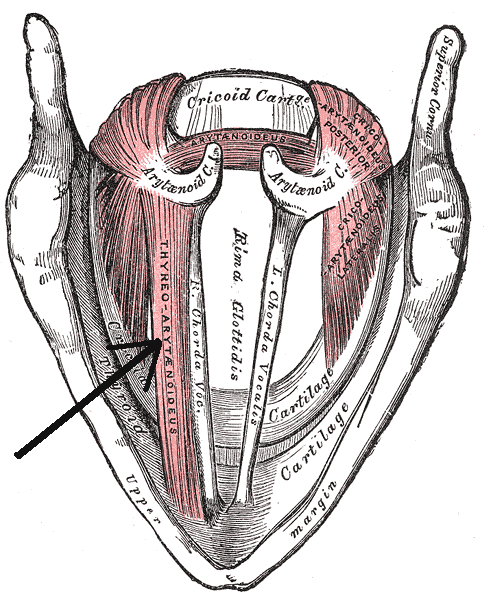
Mięsień tarczowo-nalewkowy na rycinie mięśni krtani wskazany strzałką i podpisany jako thyro-arytenoideus

Mięsień tarczowo-nalewkowy (ang. thyroarytenoid muscle, łac. musculus thyroarytenoideus) – w anatomii człowieka mięsień krtani, należący do grupy mięśni głębokich, nazywanych również wewnętrznymi.

## Budowa
Mięsień ten jest mięśniem poprzecznie prążkowanym szkieletowym. Dzieli się na trzy części:
- mięsień tarczowo-nalewkowy wewnętrzny (głosowy) – biegnie w wardze głosowej od dolnej połowy wewnętrznej powierzchni kąta chrząstki tarczowatej do wyrostka mięśniowego i dołka podłużnego dolnej części chrząstki nalewkowatej (jest to tzw. część tarczowo-mięśniowa); górne włókna tego mięśnia biegną do wyrostka głosowego (jest to część tarczowo-głosowa)[1];
- mięsień tarczowo-nalewkowy zewnętrzny (również nazywany po prostu mięśniem tarczowo-nalewkowym) – zaczyna się na wewnętrznej powierzchni kąta płytek chrząstki tarczowatej i od więzadła pierścienno-nalewkowego, kończy się zaś na powierzchni przednio-bocznej i bocznym brzegu chrząstki nalewkowatej[1];
- przedsionkowy – biegnie przez fałd przedsionkowy[1], kończy się najczęściej na bocznym brzegu chrząstki nagłośniowej[3], przy czym występują tu liczne zmienności anatomiczne[1].

Mięsień tarczowo-nalewkowy ma więc takie same przyczepy, jak więzadło kieszonki krtaniowej. 

## Topografia
Mięsień ten leży po wewnętrznej stronie chrząstki tarczowatej, znajdując się zewnętrznie w stosunku do mięśnia pierścienno-nalewkowego bocznego. Włókna mięśnia tarczowo-nalewkowego bocznego biegną bocznie, a mięśnia przedsionkowego powyżej, mięśnia głosowego.

## Czynność
Ponieważ wszystkie chrząstki krtani są połączone więzadłami i powleczone po obu stronach licznymi mięśniami, możliwy jest ruch krtani i w konsekwencji modyfikowanie głosu – m.in. wydawanie dźwięków w różnych tonach i śpiew. Jednym z takich mięśni jest mięsień pierścienno-nalewkowaty boczny. Jego funkcją jest przede wszystkim przywodzenie fałdów głosowych (zamykanie szpary głośni), co powoduje przejście do tonów wyższych lub tłumienie dźwięków. Każda część mięśnia działa w inny sposób:
- mięsień tarczowo-nalewkowy wewnętrzny (głosowy) – zwęża i zamyka część błoniastą szpary głośni, napina fałdy głosowe[3];
- mięsień tarczowo-nalewkowy zewnętrzny – zwęża i zamyka całość szpary głośni[3];
- przedsionkowy – zwęża szparę przedsionka, w związku z czym głos staje się bardziej przytłumiony[1].

## Unerwienie
Nerw krtaniowy dolny unerwia ten mięsień ruchowo.

## Unaczynienie
Unaczynienie tętnicze mięśnia tarczowo-nalewkowego pochodzi od dwóch głównych źródeł – tętnicy tarczowej górnej (odchodzącej od tętnicy szyjnej zewnętrznej) i tętnicy tarczowej dolnej (która odchodzi od tętnicy podobojczykowej).